# Józef Dziura
Józef Dziura (ur. 18 września 1911 w Chorzowie, zm. 16 grudnia 1967) – polski polityk, działacz sportowy i społeczny, w okresie II wojny światowej członek ruchu oporu i więzień KL Auschwitz, p.o. przewodniczącego Prezydium MRN w Katowicach w okresie 1952–1953.

## Życiorys
Urodził się 18 września 1911 roku w Chorzowie.
W latach 1925–1926 stworzył sekcję juniorów w piłce nożnej przy KS Chorzów, a w 1928 roku wspólnie z Rajmundem Gładkim organizował gry sportowe na terenie Chorzowa. 23 lipca 1931 roku został przewodniczącym Wydziału Sportowego Polskiego Związku Pracowników Przemysłowych, Biurowych i Handlowych. 27 sierpnia 1935 roku poślubił Marię Markówną. Był on wówczas pracownikiem Państwowej Fabryki Związków Azotowych w Chorzowie, gdzie przy wszystkich oddziałach zakładał sekcje sportowe, a rok wcześniej został wybrany zastępcą istniejącego przy tym zakładzie Koła Pracowników Kupieckich. Ponadto w latach międzywojennych był członkiem Związku Harcerstwa Polskiego i naczelnikiem Związku Polskiej Młodzieży Pracującej.
W czasie niemieckiej okupacji podczas II wojny światowej działał ruchu oporu. W kwietniu 1940 roku został aresztowany w Chorzowie. Osadzono go w siedzibie Gestapo i jeszcze tego samego dnia przewieziono do więzienia w Sosnowcu. Później został osadzony jako więzień polityczny w niemieckim nazistowskim obozie koncentracyjnym KL Auschwitz. Przybył tam 25 czerwca 1940 – nadano mu numer 1148. Został z niego zwolniony 19 stycznia 1942 roku.
Po II wojnie światowej był wiceprezydentem Zabrza, a następnie w czerwcu 1948 roku został wybrany na wiceprezydenta Katowic. Był wówczas członkiem Polskiej Partii Robotniczej. 1 marca 1952 roku zaczął pełnić funkcję pełniącego obowiązki przewodniczącego Prezydium Miejskiej Rady Narodowej w Katowicach – poprzednim przewodniczącym był Stefan Krużel. Funkcję tę pełnił do 1 kwietnia 1953 roku, kiedy to nowym przewodniczącym został Antoni Wojda. Jednocześnie w latach 1950–1953 był zastępcą przewodniczącego prezydium MRN w Katowicach, a z tej funkcji zrezygnował z powodu choroby – jego miejsce zajął działacz związkowy i polityczny Adam Zajdlicz.
Pełnił także funkcję dyrektora Zarządu Miejskiego w Gliwicach, a zawodowo przez wiele lat pracował jako dyrektor ekonomiczny Wojewódzkiego Przedsiębiorstwa Komunikacyjnego w Katowicach.
Był członkiem Polskiej Partii Robotniczej, a później Polskiej Zjednoczonej Partii Robotniczej. Działał we Froncie Jedności Narodu w Katowicach, którego był długoletnim przewodniczącym oraz w Dzielnicowej Radzie Ochotniczej Rezerwy Milicji Obywatelskiej. Ponadto był członkiem Związku Bojowników o Wolność i Demokrację.
Zmarł 16 grudnia 1967 roku. Pochowany został trzy dni później na cmentarzu przy ulicy H. Sienkiewicza w Katowicach.

## Odznaczenia
- Medal Zwycięstwa i Wolności 1945[6]
- Order Krzyża Grunwaldu III klasy[6][11]
- Śląski Krzyż Powstańczy[6]
- Złoty Krzyż Zasługi[6]
- Złota Odznaka „Zasłużonemu w rozwoju województwa katowickiego”[6]
- Odznaka „Zasłużonego Działacza Towarzystwa Rozwoju Ziem Zachodnich”[6]